# Cambounès
Cambounès är en kommun i departementet Tarn i regionen Occitanien i södra Frankrike. Kommunen ligger i kantonen Brassac som tillhör arrondissementet Castres. År 2022 hade Cambounès 338 invånare.

## Befolkningsutveckling
Antalet invånare i kommunen Cambounès
| Referens: INSEE |